# Province Settentrionali

Le aree sudafricane del WGSRPD. TVL è il codice dell'area Province Settentrionali

L'area denominata Province Settentrionali (in inglese: Northern Provinces) è un'area biogeografica del World Geographical Scheme for Recording Plant Distributions (WGSRPD), un sistema utilizzato per registrare la distribuzione della flora mondiale. In particolare tale area, avente codice "TVL", è parte della regione indicata come "27 Southern Africa" ("27 Africa Meridionale") ed include le province sudafricane di Gauteng, Mpumalanga, Limpopo e Nordovest, le quali, assieme, costituiscono un'area leggermente più grande dell'ex provincia del Transvaal, soppressa nel 1994.

## Codici attuali
All'interno dell'area, il WGSRPD individua alcune sottoaree di cui si riportano i codici nella tabella sottostante.
| Codice WGSRPD | Nome suddivisione       |
| ------------- | ----------------------- |
| TVL           | Province settentrionali |
| TVL-MP        | Mpumalanga              |
| TVL-NP        | Limpopo                 |
| TVL-NW        | Provincia del Nordovest |